# Ontario Parks
Ontario Parks ist eine Abteilung des Ministry of the Environment, Conservation and Parks (dt.: Ministeriums für Umwelt, Naturschutz und Parks) in Ontario, Kanada, die bedeutende natürliche und kulturelle Ressourcen in einem System von Parks und Schutzgebieten schützt, das nachhaltig ist und Möglichkeiten zur Inspiration, zum Vergnügen und zur Bildung bietet. Das System der Provincial Parks in Ontario umfasst eine Fläche von 78.000 Quadratkilometer, das sind etwa 10 Prozent der Fläche der Provinz bzw. eine Fläche, die ungefähr der von Nova Scotia entspricht. Es fällt in die Zuständigkeit und das Mandat des Ministeriums für Umwelt, Naturschutz und Parks der Provinz. Zuvor unterstand es dem Ministerium für natürliche Ressourcen und Forstwirtschaft.
Das System der Provinzparks in Ontario wurde als Modell für andere  Parksysteme in Nordamerika verwendet. Dies ist auf das ausgewogene Verhältnis zwischen Erholung, Erhaltung und Schutz zurückzuführen. Viele Parks in Ontario bieten auch ein Programm im Rahmen der Natural Heritage Education an.

## Geschichte
Das System der Ontario Parks begann seine lange Geschichte 1893 mit der Gründung des Algonquin Provincial Parks, der ursprünglich die Interessen der Holzfäller vor der Besiedlung schützen sollte. Die Verwaltung und Einrichtung von Provinzparks wurde 1954 dem Ministerium für Ländereien und Wälder unterstellt und führte zu einer Zeit, in der die Einrichtung von Parks beschleunigt wurde: In den folgenden sechs Jahren verneunfachte sich die Zahl der Parks. In den 1970er Jahren wurde das Ontario Ministry of Natural Resources (MNR) gegründet. Das MNR dehnte sich auf die Forstwirtschaft innerhalb der Provinz aus und wurde etwa 2010 zum Ministerium für natürliche Ressourcen und Forstwirtschaft (MNRF) und konzentrierte sich stärker auf die Forstwirtschaft und den Artenschutz sowie die Durchsetzung der Vorschriften durch Naturschutzbeauftragte. Ontario Parks ist eine Abteilung des Ministeriums für Umwelt, Naturschutz und Parks (MECP). Bis vor kurzem unterstand Ontario Parks als Ganzes dem Ministerium für natürliche Ressourcen und Forstwirtschaft (MNRF).

### Meilensteine
Die Geschichte der Provinzparks von Ontario erstreckt sich über mehr als 100 Jahre. Hier sind einige der Meilensteine aus dem vergangenen Jahrhundert:
- 1893 – Der Algonquin Provincial Park wird als öffentlicher Park und Waldreservat, Fisch- und Wildschutzgebiet, Kurort und Vergnügungspark eingerichtet.
- 1894 – Der Rondeau Provincial Park wird zum zweiten Provinzpark in Ontario.
- 1913 – Mit dem Parks Act wird Land, das nicht für die Landwirtschaft oder Besiedlung geeignet ist, zur Seite gelegt.
- 1954 – Ontario hat nur noch acht Provinzparks: Algonquin, Ipperwash, Lake Superior, Long Point, Presqu’ile, Quetico, Rondeau und Sibley (jetzt bekannt als Sleeping Giant).
Innerhalb des Ministeriums für Land und Wälder wird eine Abteilung für Parks eingerichtet. Dies ist der Beginn eines neuen und aggressiven Programms zur Schaffung weiterer Parks, vor allem am Großen See und an den nördlichen Tourismusstraßen.
- 1960 – Es gibt jetzt 72 Provinzparks in Ontario, die jährlich über 5 Millionen Besucher empfangen.
- 1967 – Ontario führt eine neue Politik ein, die die Parks in bestimmte Kategorien oder Klassen mit kompatiblen Nutzungsarten einteilt.
- 1970 – Der Polar Bear Provincial Park, Ontarios größter Provinzpark mit 24.000 Quadratkilometern, wird gegründet.
- 1978 – “Ontario Provincial Parks: Planning and Management Policies” werden vom Kabinett genehmigt, wodurch Ontario eines der weltweit führenden Parkplanungssysteme erhält.
- 1983 – Das neue Flächennutzungsplanungssystem führt zur Ankündigung der Ausweisung von 155 neuen Parks.
- 1985 – In Ontario gibt es jetzt 220 Parks mit einer Fläche von über 5,5 Millionen Hektar.
- 1993 – Ontario feiert das hundertjährige Bestehen des Provinzparksystems und das 100-jährige Bestehen von Algonquin.
- 1996 – Das Provinzparksystem führt ein neues unternehmerisches Betriebsmodell ein, bei dem die von den Parks erzielten Einnahmen in das Parksystem reinvestiert werden können. Dies wird durch einen neuen Namen, Ontario Parks, und eine neue visuelle Identität symbolisiert.
- 1996 – Ontario Parks schließt sich mit der Natural Conservancy of Canada zusammen, um Legacy 2000 zu gründen, ein Programm zum Schutz bedeutender Naturgebiete. Im Rahmen dieser Vereinbarung werden mehr als 11.000 Hektar gesichert.
- 1999 – Ontario’s Living Legacy wird angekündigt. Im Rahmen dieser Landnutzungsstrategie werden 378 neue Schutzgebiete ausgewiesen, darunter 61 neue Parks und 45 Parkerweiterungen. Mit Ontario’s Living Legacy werden über 2,4 Millionen Hektar Land geschützt, einschließlich der Erweiterung des Provinzparksystems um über 900.000 Hektar.
- 2001 – Ontario verfügt nun über insgesamt 280 Provinzparks, die 7,1 Millionen Hektar oder fast neun Prozent der Fläche der Provinz umfassen. Über 9 Millionen Besucher kommen jährlich in die Ontario Parks.
- 2007 – Einführung eines neuen Gesetzes: Provincial Parks and Conservation Reserves Act (Gesetz über Provinzparks und Naturschutzgebiete) mit 329 Provinzparks und 292 Naturschutzgebieten.
- 2018 – Die Zuständigkeit für Ontario Parks geht vom Ministerium für natürliche Ressourcen und Forstwirtschaft auf das neu geschaffene Ministerium für Umwelt, Naturschutz und Parks über. Alle Mitarbeiter, einschließlich der Parkwächter, sind nun beim Ministerium für Umwelt, Naturschutz und Parks angestellt.
- 2018 – Ontario feiert das 125-jährige Bestehen des Provinzparksystems und das 125-jährige Bestehen von Algonquin.

## Klassen der Provincial Parks
Das Ontario Parks System verwendet ein Klassifizierungssystem, um die Provinzparks in die folgenden Kategorien einzuteilen:
- Recreational Class Park "haben in der Regel gute Strände, viele Campingplätze und viele Möglichkeiten zur Freizeitgestaltung im Freien. Die meisten Erholungsparks bieten Dienstleistungen wie Toiletten und Duschen, Waschsalons, Interpretationsprogramme, Spielplätze, Bootsanleger, Wanderwege und Picknicktische."
- Cultural Heritage Class Park "legen den Schwerpunkt auf den Schutz historischer und kultureller Ressourcen in einer Umgebung im Freien".
- Natural Environment Class Park "schützen die Landschaften und besonderen Merkmale der natürlichen Region, in der sie sich befinden, und bieten gleichzeitig reichlich Gelegenheit für Aktivitäten wie Schwimmen und Camping".
- Nature Reserve Class Park "werden eingerichtet, um die charakteristischen natürlichen Lebensräume und Landformen der Provinz darzustellen und zu schützen. Diese Gebiete werden zu Bildungs- und Forschungszwecken geschützt. Aufgrund der Zerbrechlichkeit vieler dieser natürlichen Merkmale sind nur wenige Naturschutzgebiete für die Öffentlichkeit zugänglich."
- Waterway Class Park "sind Flusskorridore, die Kanufahrern eine qualitativ hochwertige Erholung und historische Flussreisen ermöglichen".
- Wilderness Class Park "sind große, der Natur überlassene Gebiete, in denen Besucher zu Fuß oder mit dem Kanu unterwegs sein können. Diese Gebiete bieten wenig oder gar keine Einrichtungen für Besucher und bieten die Einsamkeit einer ungestörten, natürlichen Umgebung."

## System der Parks
Im Jahr 2008 verwaltete Ontario Parks 63 Recreational Parks (394,8 km²), sechs Cultural Heritage Parks (67,4 km²), 83 Natural Environment Parks (14.675,3 km²), 113 Nature Reserve Parks (1152 km²), 62 Waterway Parks (14.446,2 km²), acht Wilderness Parks (48.237,5 km²) und fünf nicht klassifizierte Parks (3494,8 km²).